# The Orion Conspiracy
The Orion Conspiracy est un jeu vidéo aventure développé par Divide By Zero et édité par Domark en 1995 sous DOS et Windows.